# Bianca Montgomery i Maggie Stone
Bianca Montgomery i Maggie Stone – bohaterki dramatyczne i „super para” (ang. supercouple) zakochanych z amerykańskiej opery mydlanej Wszystkie moje dzieci.
W roli Biancy występuje Eden Riegel, a rolę Maggie wykonuje Elizabeth Hendrickson. Postać Bianki utworzyła i wprowadziła do serialu Lorraine Broderick. Następnie tę postać rozwijała Agnes Nixon. Hendrickson z początku grała rolę Frankie Stone. W centrum historii były stosunki miłosne między Biancą i Frankie oraz śmierć Frankie. Gdy jej zguba wzbudziła dużo krytyki i protest telewidzów, pisarz Richard Culliton powziął zamiar zwrócić aktorkę jako bliźniaczkę zmarłej Frankie. Tak więc w roku 2002 pojawiła się nowa bohaterka serialu Maggie Stone, która zaczęła badać sprawę morderstwa jej siostry i wkrótce nawiązała ścisłe stosunki z Biancą.